# Голоринг
Голоринг (нем. Goloring) — древнее земляное сооружение (хендж) вблизи Кобленца на западе Германии. Создано в эпоху бронзового века культурой полей погребальных урн (1200—800 гг. до н.э). Находится на территории бывшей военной тренировочной базы для собак и в настоящее время недоступен для посетителей, хотя планируется открытие исторического парка.
Голоринг состоит из круглого рва диаметром 175 метров с наружной насыпью, увеличивающей диаметр до 190 метров. Таким образом, Голоринг представляет собой хендж (за пределами Великобритании их называют ещё кольцевыми канавами). Наружная насыпь имеет ширину около 7 метров и высоту около 80 см. Ширина рва составляет 5-6 метров, а глубина около 80 см. Во внутренней части находится примерно круглая ровная платформа, приподнятая примерно на 1 метр. Платформа была создана из каменного гравия, имеет диаметр около 95 метров. В центральной части платформы археологи обнаружили останки деревянной сваи толщиной 50 см, высота которой, по оценкам, составляла 8-12 метров.
- Голоринг: реконструкция
- Современное состояние

Планировка рва — уникальна для Германии, и в то же время напоминает ряд британских памятников того же времени, например, Стоунхендж с подобными диаметрическими пропорциями. Судя по аналогичным памятникам (напр., гозекский круг), в Центральной Европе 3000 лет тому назад, по-видимому, был широко распространён солнечный культ.